# Kevin Skinner (piosenkarz)
Kevin Skinner, właśc. Patrick Kevin Skinner (ur. 25 lutego 1974 w hrabstwie McCracken w stanie Kentucky) – amerykański piosenkarz country, zwycięzca czwartej edycji telewizyjnego show America’s Got Talent.

## Początek
Kevin Skinner rozpoczął grę na gitarze w wieku 12 lat. W roku 2009, podczas przesłuchań do czwartej edycji America’s Got Talent, ujął widownię i jurorów swoją interpretacją "If Tomorrow Never Comes" Gartha Brooksa.

## America’s Got Talent

### Eliminacje
Podczas pierwszej audycji, na pytanie, czym się zajmuje, Skinner odpowiedział: "I was a chicken-catcher for several years" ("Przez kilka lat łapałem kurczaki"). To wypowiedziane z charakterystycznym akcentem zdanie i ogólna prezencja Skinnera rozbawiły publikę i jury. Sceptyczne spojrzenia sędziego Piersa Morgana i prowadzącego show Nicka Cannona odzwierciedlały ogólny nastrój na sali – po Kevinie nikt nie spodziewał się cudów. Jego występ został jednak nagrodzony gromkimi brawami. Cała sytuacja przypominała tę, w jakiej znalazła się uczestniczka trzeciej edycji Britain’s Got Talent Susan Boyle.

### Występy/Wyniki
| Tydzień        | Wybór piosenki               | Pierwotny wykonawca |
| -------------- | ---------------------------- | ------------------- |
| Casting        | "If Tomorrow Never Comes"    | Garth Brooks        |
| Vegas Verdicts | N/A                          | N/A                 |
| Top 48 Grupa 1 | "Make You Feel My Love"      | Bob Dylan           |
| Top 20 Grupa 1 | "Always on My Mind"          | Brenda Lee          |
| Top 10         | "I Don’t Wanna Miss a Thing" | Aerosmith           |

16 września 2009 Kevin wygrał show i otrzymał nagrodę w wysokości 1 miliona dolarów.

## Kariera

### Long Ride(2010)
Debiutancka płyta Long Ride, zawierająca 10 autorskich piosenek, została wydana 17 marca 2010.